# Máy khâu

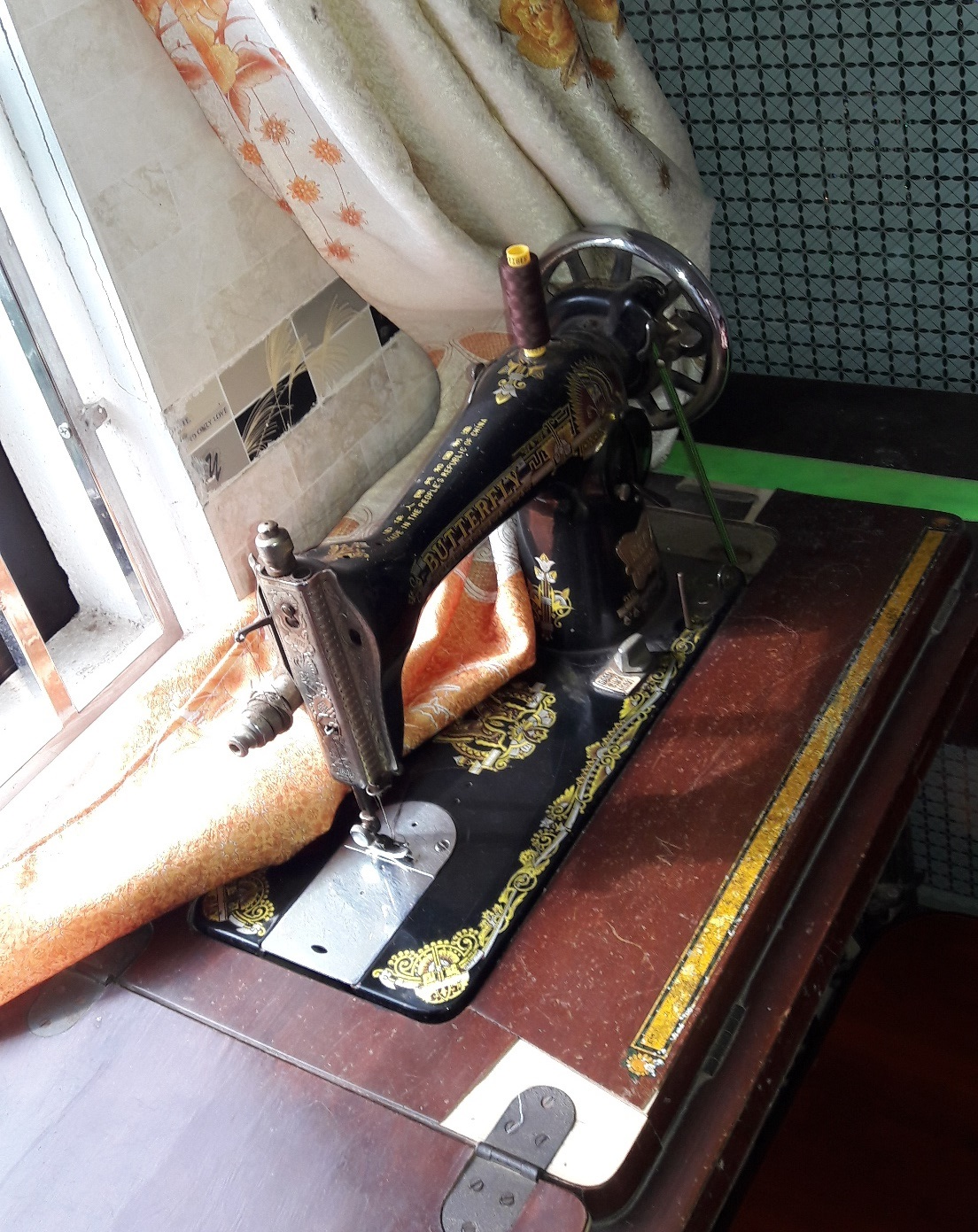
Một chiếc máy khâu ở Việt Nam hay còn gọi là máy may, bàn đạp

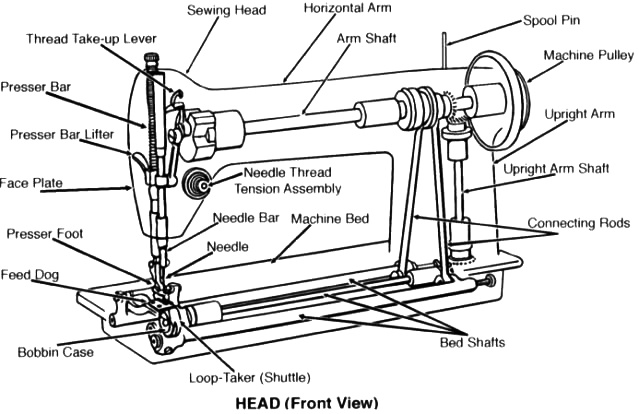
Sơ đồ biểu thị một máy khâu hiện đại

Một máy khâu hay máy may là một cỗ máy được sử dụng để may vải và các vật liệu khác nhau bằng chỉ. Máy khâu được phát minh trong giai đoạn cách mạng công nghiệp lần thứ nhất để giảm công việc may mặc thợ may phải thực hiện trong các công ty quần áo. Kể từ khi phát minh ra máy may đầu tiên, thường được coi là phát minh của  Thomas Saint (người Anh) năm 1790, máy may đã được cải thiện đáng kể hiệu quả và năng suất của ngành công nghiệp quần áo.
Máy khâu tại nhà được thiết kế cho một người để may các đồ cá nhân trong khi sử dụng một loại chỉ khâu duy nhất. Trong một máy may hiện đại vải dễ dàng vào và ra khỏi máy mà không có sự bất tiện của kim và các công cụ khác như sử dụng trong khâu tay, tự động hoá quá trình khâu và tiết kiệm thời gian. Máy may công nghiệp, tương phản với máy dùng trong gia đình, lớn hơn, nhanh hơn, và đa dạng hơn trong kích thước, chi phí, hình thức, và khả năng.

## Hiệu ứng xã hội
Trước khi máy may đã được phát minh phụ nữ dành nhiều thời gian để duy trì quần áo của gia đình họ. Các bà nội trợ trung lưu, ngay cả với sự trợ giúp của một cô thợ may thuê, sẽ dành vài ngày mỗi tháng với nhiệm vụ này. Một thợ may có kinh nghiệm phải mất ít nhất 14 giờ để làm một chiếc áo sơ mi cho một người đàn ông; váy của một người phụ nữ mất 10 giờ; và một chiếc quần mùa hè mất gần ba giờ. Hầu hết mọi người chỉ có hai bộ quần áo: một bộ trang phục làm việc và trang phục chủ nhật. Máy khâu giảm thời gian để làm một chiếc áo sơ mi còn một giờ 15 phút; thời gian để làm cho một chiếc váy còn một giờ; và thời gian cho một chiếc quần mùa hè chỉ còn 38 phút. Việc giảm lao động này dẫn đến giảm vai trò phụ nữ trong việc quản lý gia đình, cho phép họ có nhiều thời gian nhàn rỗi cũng như khả năng tìm kiếm việc làm nhiều hơn.

## Thiết kế

### Cơ chế hút vải

Mô hình đường chỉ khóa dùng một con thoi áp dụng cho các máy may tại nhà thời kỳ đầu

Đường chỉ khóa dùng một khâu móc quay tròn do Allen B Wilson phát minh. Mô hình này được dùng trong nhiều máy may hiện đại.

Mô hình đường chỉ khóa thẳng hai lớp

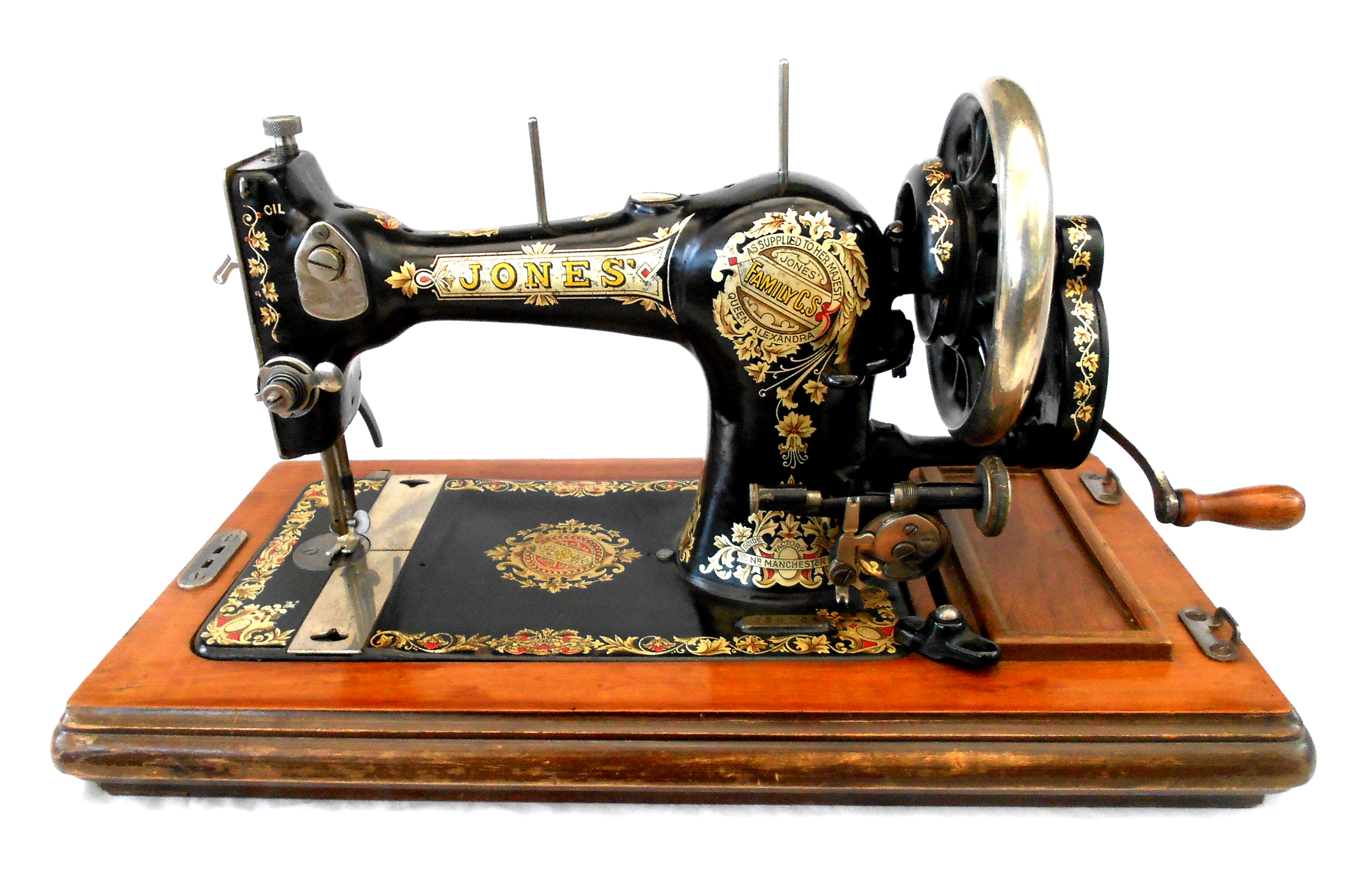
Jones Family CS machine from around 1935

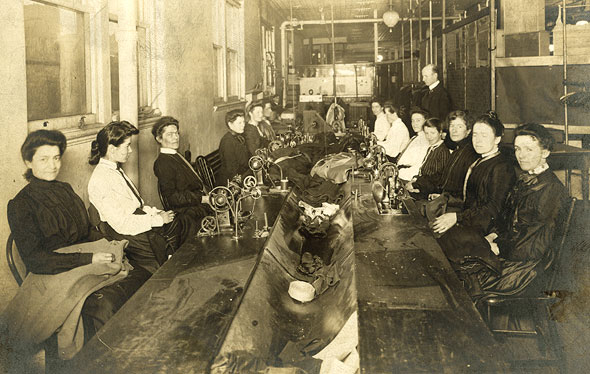
Seamstresses in 1904

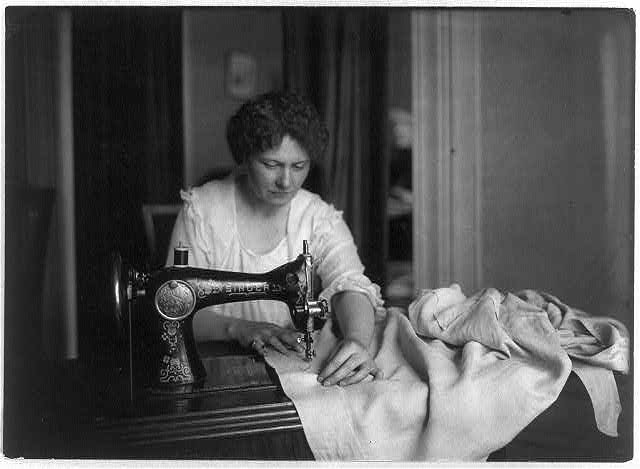
Woman using a treadle sewing machine manufactured by Singer

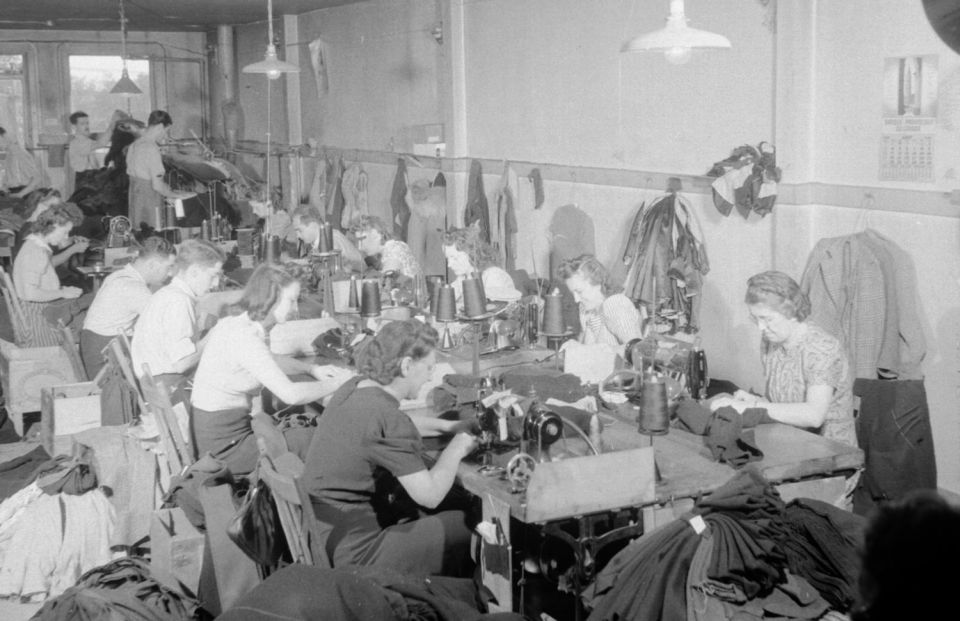
Women working in a clothing factory in Montreal, Quebec in 1941

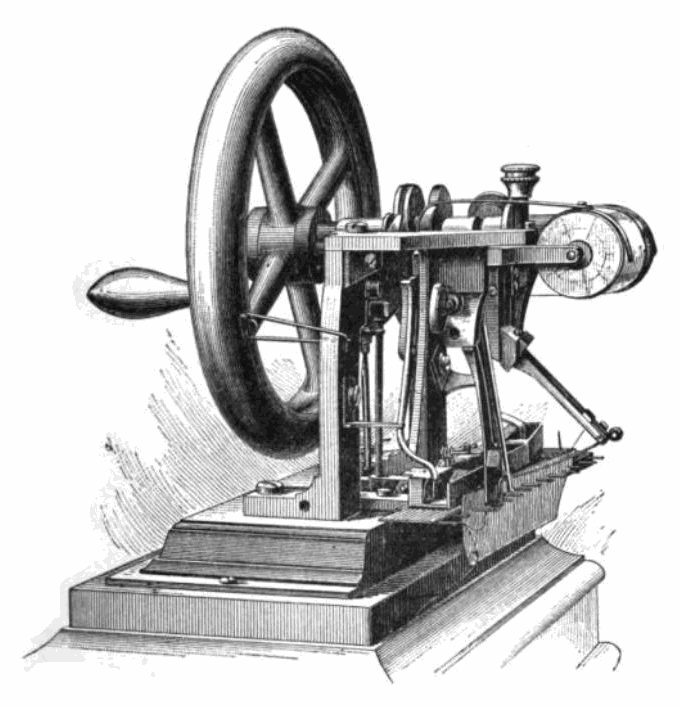
Elias Howe's lockstitch machine, invented in 1845
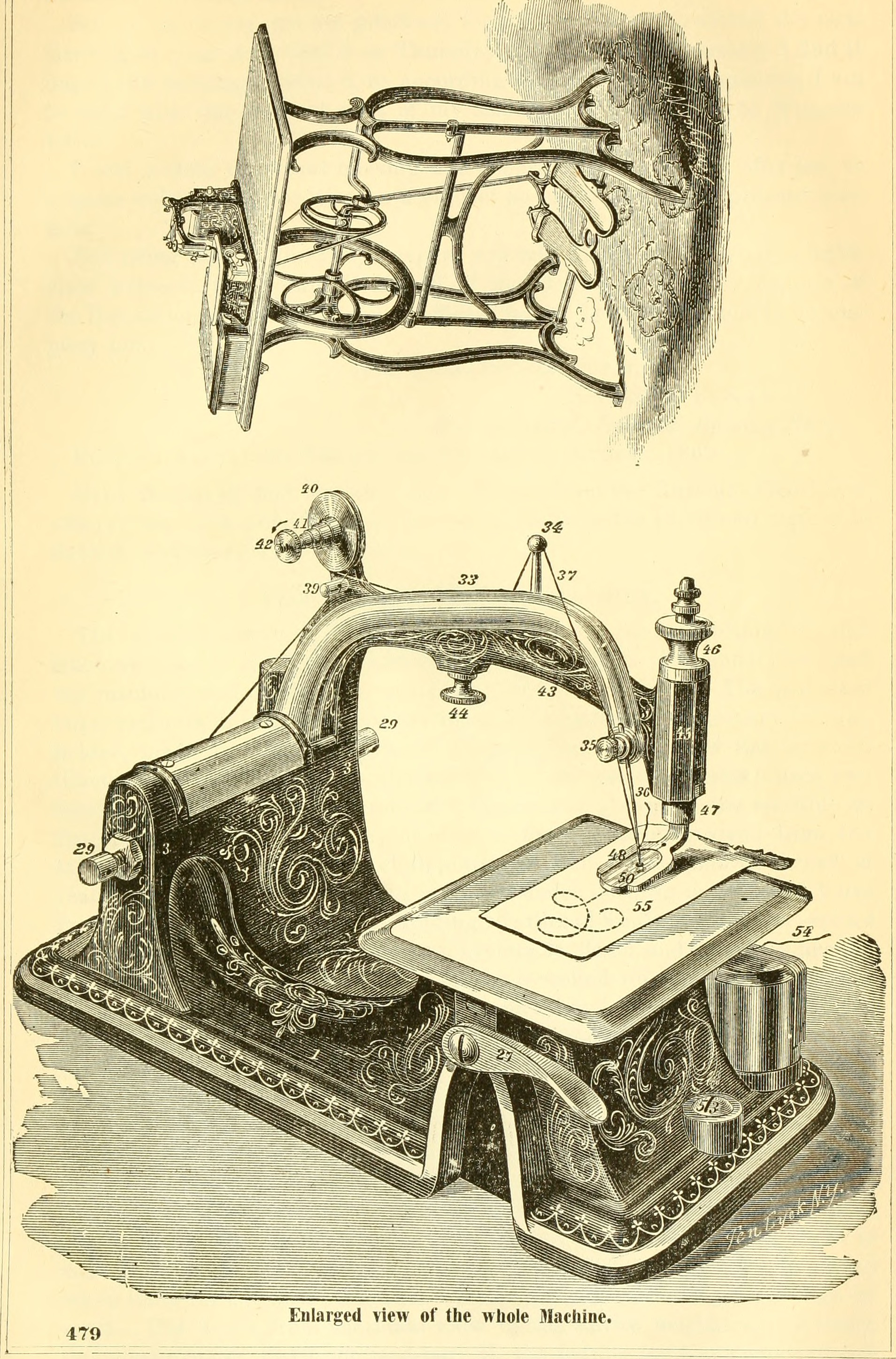
Elliptic sewing machine with elliptic hook and stationary bobbin, American Institute Fair, 1862
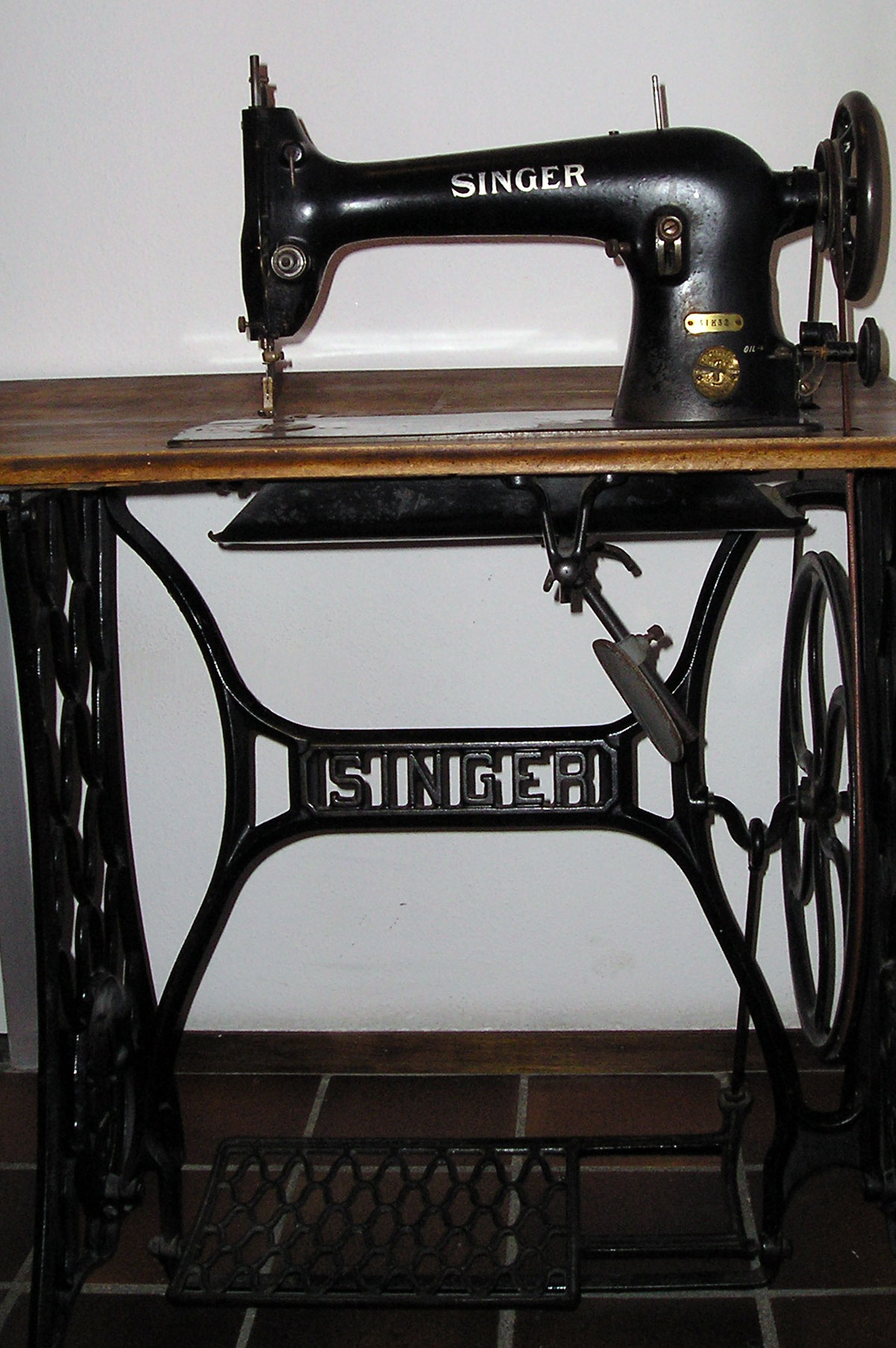
Singer treadle sewing machine
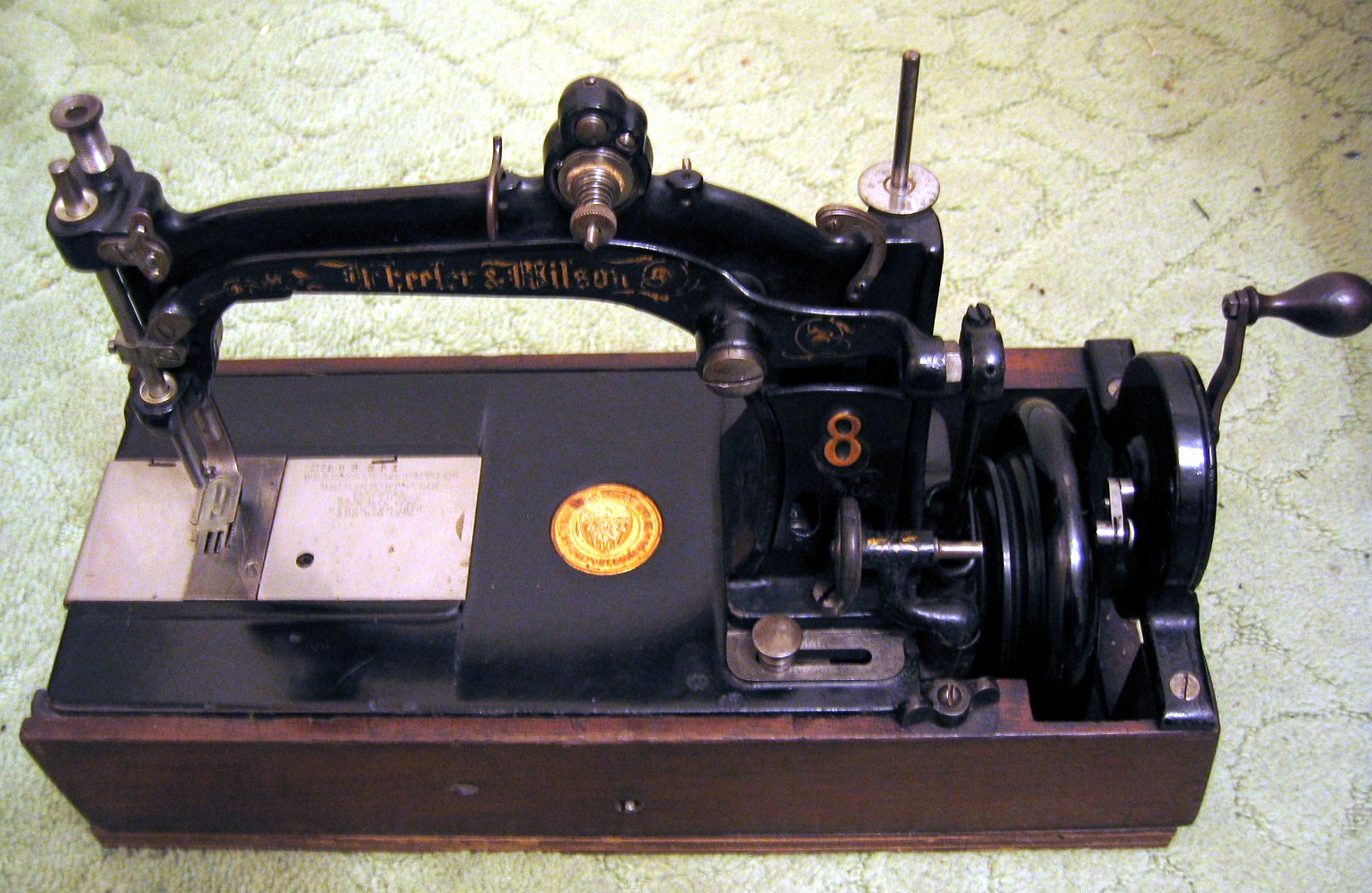
An 1880 machine from the Wheeler and Wilson Company